# Michel Chevalier
Michel Chevalier, född 13 januari 1806 i Limoges, död 18 november 1879 i Montpellier, var en fransk ingenjör och nationalekonom.
Chevalier utbildade sig till ingenjör, men anslöt sig tidigt till det saintsimonistiska partiet och verkade bland annat som redaktör för detta partis tidning "Le Globe". Då regeringen 1832 ingrep mot saintsimonisterna, blev han såsom utgivare av nämnda tidning dömd till ett års fängelse, men benådades snart. 
Av regeringen användes han strax därefter i offentliga uppdrag, först i USA och därefter i Storbritannien, samt utgav med anledning av sina resor arbeten, som väckte uppmärksamhet, särskilt Lettres sur l'Amérique du Nord (fjärde upplagan 1842). År 1840 utnämndes han till professor vid Collège de France, där han verkade genom sedermera i tryck utgivna föreläsningar, Cours d'économie politique (1-2, 1842-1844; andra upplagan 1855-1866), avfattade i den liberala nationalekonomins anda, och blev 1845 deputerad. 
Efter att 1848 ha bekämpat Louis Blancs socialistiska teorier anslöt han sig till Napoleon III och var den, som i realiteten tillsammans med Richard Cobden fick till stånd det ryktbara handelsfördraget mellan Storbritannien och Frankrike 1860. Samma år utnämndes han till senator samt hade 1862 och 1867 hedersuppdrag i avseende på världsutställningarna i London och Paris. I tal och skrift, genom sitt arbete La monnaie (1850; "Om myntet", 1867-1868), som utgör tredje delen av de förut nämnda föreläsningarna, samt i egenskap av ledamot av den internationella myntkonferensen i Paris, lämnade Chevalier bidrag till frågor rörande myntväsendet och bekämpade därvid bimetallismen. 
För övrigt kan särskilt nämnas Chevaliers skrifter till förmån för järnvägsanläggningar, bland annat Des intérêts matériels en France (1838) och Histoire et description des voies de communication aux États-Unis (1840-1842) och emot protektionismen, Examen du système commercial connu sous le nom de système protecteur (1852). Han invaldes 1859 som utländsk ledamot av svenska Vetenskapsakademien.